# Rádiós összeköttetés
Rádiós összeköttetésnek nevezünk minden olyan információátvitelt, ami a rádióhullámok szabad térben való terjedésének kihasználásával történik.

## Az összeköttetés iránya
A rádiós összeköttetésekről általánosságban elmondható, hogy egy frekvencián, vagy egy átviteli csatornára kiosztott frekvenciatartományban egy időben csak egy jel vihető át hatótávolságon belül. Folytonos kétirányú, illetve folytonos többirányú összeköttetéshez kettő vagy több csatorna szükséges.
A többirányú összeköttetések mindig több egyirányú összeköttetésből, vagy egyirányú összeköttetések hálózatából épül fel.

### Passzív rádiózás
Passzív rádiózásról akkor beszélünk, amikor valamilyen természetes vagy mesterséges rádiófrekvenciás jelforrás jeleit vesszük, megfigyeljük, feldolgozzuk, rádiójel célzott kisugárzása nem történik. Passzív rádiózásról beszélünk a következő esetekben:
- műsorszóró állomás vétele
- SWL
- Egy adott frekvencia vagy frekvenciatartomány megfigyelése, monitorozása, rögzítése
- Rádiócsillagászat
- SETI
- Rádiótávcsövek

### Egyirányú összeköttetés
Az egyirányú összeköttetéseknek is több fajtája van:
- Bázisállomás által kisugárzott jel klienskészülékek felé
- Jeladók által sugárzott jelek bázisállomás részére
- Jeladók sokasága által megvalósított rendszerek

#### Bázisállomás által sugárzott jel klienskészülékek felé
- A csatornán az átvitel egyirányú, egy bázisállomás sugároz, a kisugárzott jelet pedig a klienskészülékek veszik.
- A csatorna védett, hatótávolságon belül csak a bázisállomás rendelkezik sugárzási engedéllyel az adott csatornán.
- Ha hatótávolságon belül több bázisállomás is sugározhat egy csatornán, ilyenkor egy-egy időszeletet kap a bázisállomás, amikor sugároz. Ilyen eset például a tengeri hajózás részére adott NavTex információ sugárzása.

Felhasználási területek:
- Műsorszórás: televízió, rádiós műsorszolgáltatás
- Pontosidő jeladók: DCF77
- Információszolgáltatás: NAVTEX, WEFAX, VOLMET, Műholdkép
- Navigáció: Irányjeladó

#### Jeladók által sugárzott jelek bázisállomás részére
Számos olyan alkalmazás létezik, amikor különféle jeladók által kisugárzott információt egy bázisállomás összegyűjt, a gyűjtött adatokat pedig feldolgozza, esetleg továbbítja.
- A jeladók sugározhatnak külön-külön meghatározott frekvencián folyamatos jeleket
- A jeladók használhatnak egy frekvenciát, viszont ilyenkor időzítve sugároznak
- Vészjeladók, szükség esetén valamilyen kiosztott, vészjeladási frekvencián sugároznak.
- Mozgó állomások által kisugárzott irányjel, nyomjel

Jeladó által sugárzott egyirányú jel felhasználásával történik a rádióamatőrök egyik sportja, a rókavadászat, itt egy jeladó jelét keresi több mozgóállomás.
Felhasználási területek
- Időjárás-állomások, meteorológiai központok
- Tengeri forgalomirányítás, hajók helyzetének meghatározása
- Földmozgásfigyelők
- Irányjeladók, nyomjeladók, vészjeladók

#### Jeladók sokasága által megvalósított rendszerek
Jeladók sokasága által megvalósított rendszerek
- IBP, a jeladó jelének meglétéből következtethetünk arra, hogy az adott területre van-e lehetőség rádió-összeköttetést létesíteni.
- GPS, műholdas jeladók által sugárzott jelek vétele alapján helymeghatározást végezhetünk

### Kétirányú, irányváltással megvalósított összeköttetés[2]
Mivel egy frekvencián, vagy csatornán egyidejűleg csak egy jel sugározható, ezért kétirányú összeköttetéseknél ha egy csatornát akarunk használni, akkor az adóvevő készüléken váltogatni kell az adási és a vételi funkciót a beszélgetés során. Ezt a PTT gomb segítségével lehet megtenni.

#### Átjátszón keresztüli, kétirányú, irányváltásos összeköttetés

##### Diplex átjátszó
Mivel egy frekvencián, illetve egyazon csatornán egyidejűleg csak egy jel adható, az átjátszón keresztüli összeköttetés úgy tud megvalósulni, hogy az átjátszóállomás úgy van megvalósítva, hogy külön-külön csatornán képes adni, és venni. A vevő csatornán beérkezett jelet az adási csatornán sugározza ki. Az átjátszók használatához olyan rádiókészülékek szükségesek, amelyeken be lehet állítani külön-külön adási és vételi frekvenciát vagy csatornát. Ilyen átvitelnél a rádiókészülékek vételi frekvenciáját az átjátszóállomás kimeneti frekvenciájára, az adási frekvenciáit pedig az átjátszó bemeneti frekvenciájára kell állítani.

##### Papagáj, parrot
Léteznek olyan átjátszók is, amelyek egy frekvencián végzik az adást és a vételt is. Az átjátszó állomás alaphelyzetben vételi módban van, amikor a csatornán jelet érzékel, akkor a jelet rögzíti, mindaddig, amíg meg nem szűnik. Amikor a jel megszűnik, akkor átvált adás módra, és ugyanezen frekvencián kisugározza a rögzített jelet.
Papagájt leginkább a PMR rádiósok használnak, mivel itt a kiosztott tartomány keskeny, ezért nem valósítható meg a szükséges diplex frekvenciatávolság az adási és a vételi frekvencia között.

#### Radarok
Radarok esetén a radarkészülék minden leadott radarimpulzus után vételi módba vált, és így várakozik a leadott impulzus visszaverődésére. Az adás-vétel periódusváltás ideje itt μs -os nagyságrendű is lehet.

### Folytonos két- vagy többirányú összeköttetés

#### A folytonos kétirányú összeköttetésnél az alábbi problémákat kell áthidalni:
- Egy csatornán egy időben csak egy eszköz adhat. Ha két eszköz között kell folytonos kommunikációt biztosítani, mindkét eszköznek külön van adási, illetve vételi csatornája. Az egyik eszköz a másik eszköz adási csatornáját veszi.
- A másik probléma, ha túl közel van egymáshoz az adási és a vételi csatorna, akkor az eszköz adása "elsüketíti" a vevő oldali bemenetet. Minél távolab van a készülék adási és vételi frekvenciája, ez az "elsüketülés" annál kevésbé jelentkezik. A gyakorlatban ez a frekvenciatávolság minimum 600 kHz, de vannak 4.5 MHz-es illetve 7.6 MHz-es adási-vételi csatornatávolsággal dolgozó eszközök.

#### Folytonos többirányú összeköttetés
A folytonos többirányú összeköttetést csak egy bázisállomás segítségével lehet megvalósítani. A bázisállomásnak több vevőoldala és egy adóoldala van, tehát több csatornán vesz, és csak egy csatornán ad. A bázisállomás mindegyik vevőoldali jelét külön-külön demodulálja, és ezeket a jeleket összekeveri. A kevert jelet pedig az adóoldalon modulálja, és kisugározza az adási frekvencián.
A bázisállomáshoz tartozó eszközöknek egy adási és egy vételi frekvenciája van. A vételi frekvencia mindegyik eszköznél a bázisállomás adási frekvenciája. Az eszközök adási frekvenciája pedig eszközönként különbözik, a bázisállomás valamelyik vételi frekvenciájával egyezik. Az ilyen berendezést mikroportnak is nevezik.

#### Folytonos két- vagy többirányú digitális összeköttetés
Digitális összeköttetések esetén lehetőség van hálózati csomagvezérlésre, így egy bázisállomás vezérli, hogy mely eszköz mely időszeletben adhat. Így nem áll fenn sem a több csatorna szükségessége, sem az "elsüketülés" problémája. Az eszköz
- nagyobb csatornasávszélességet használ
- a hangot (vagy esetleg képet) tömöríti

így a pufferben tárolt hangfolyam digitális kódját jóval rövidebb idő alatt le tudja adni, mint az a hang (vagy képfolyam) valós ideje. Hogy egyszerre hány készülék dolgozhat így össze, azt csak a csatornasávszélesség és a tömörítés mértéke határolja be.

## Az átvitt jel tipusa

### Analóg hang vagy kép
A vivőhullám modulálása valamilyen analóg hang- vagy képfeldolgozó elektronika által előállított elektromos jellel. A moduláció lehet:
Amplitúdómoduláció
- AM-DSB
- AM-SSB

Szögmoduláció
- Fázismoduláció
- Frekvenciamoduláció

#### Analóg jellel modulált vivőt használó alkalmazások
- televízió
- rádiós műsorszolgáltatás
- Távbeszélő: PMR, CB
- SSTV(A)

### Bináris jelátvitel[3]
A bináris jelátvitel a morzekód-átvitelt kivéve, csak valamilyen processzort tartalmazó gépen futó program képes létrehozni.

#### Amplitúdó billentyűzés (Amplitude Shift Keying, ASK)
Az "1" értéket a vivőfrekvencia jelenléte, a "0" értéket a vivő hiánya jelzi.
ASK-t használó alkalmazások:
- CW (morzekód)
- géptávíró

#### Frekvencia billentyűzés (Frequency Shift Keying, FSK)
Az "1" értéket a vivőfrekvenciánál egy meghatározott frekvencialökettel kisebb, a "0" értéket pedig a vivőnél a megadott frekvencialökettel nagyobb frekvencia jelzi.
FSK-t használó alkalmazások:
- RTTY
- FT4, FT8
- Parallel, több vivőjű bináris átvitel, MFSK ( Multi FSK)
- FAX

#### Fázis billentyűzés (Phase Shift Keying, PSK)
Az "1" értéket a vivőfrekvenciával azonos, a "0" értéket pedig a vivőhöz képest ellentétes fázisú jel jelzi.
PSK-t használó alkalmazások:
- PSK31, PSK64, PSKn
- WSPR

Egyéb, bináris összeköttetést biztosító rádiófrekvenciás alkalmazások:
- Bluetooth
- RFCOMM ( RS232 over radio )

### Binárisan kódolt hang vagy kép
Analóg hang- vagy képinformáció elektromos jelének digitális feldolgozása által keletkezett bináris jelfolyam felhasználása a vivő modulálására. Az analóg információ átvitele bináris jelként történik.
Binárisan kódolt hangot és/vagy képet használó alkalmazások:
- Műsorszórás: DVB-T, DVB-C, DVB-S, DAB, DRM
- Távbeszélő: DMR, D-STAR, C4FM
- SSTV(D)
- Egyéb, modemjellel modulált vivő

### Hálózati vezérlés által megvalósított bináris csomagátvitel
A rádiós összeköttetés a OSI modell fizikai rétegét képezi.
A fizikai réteg határa az a pont, amikor az antenna által vett, rádiókészülék által feldolgozott jelből előáll az 1-esek és 0-sok sorozata, ami további feldolgozásra kerül az adatkapcsolati rétegre.
A küldés pedig abból áll, hogy az adatkapcsolati réteg által leadott 1-esek és 0-sok sorozatából képzett elektromos jelből rádiófrekvenciás jel áll elő, amit az antenna kisugároz a környezetébe.
Az adatkapcsolati réteg gondoskodik arról is, hogy a rádiófokozat adási vagy vételi módba kapcsoljon.
Hálózati összeköttetést biztosító rádiófrekvenciás alkalmazások:
- Wi-Fi
- WiMax
- Ethernet Radio Modem
- GPRS
- GSM
- 2G, 3G, 4G, 5G, LTE
- EDR
- TETRA

## A rádiós összeköttetés közege
Rádiófrekvenciás jeltovábbítás közege lehet vezeték, vagy történhet térbe kisugárzott formában.
Ha a rádiós összeköttetés közege vezeték, akkor a végpontok rádiófrekvenciás jeltovábbításra alkalmas vezetékkel vannak összekötve, és általában helyhez kötött eszközökkel történik.
A térbe kisugárzott jel általi kommunikáció közege viszont változatos lehet. A sávtervek frekvenciakiosztásai sokszor meghatározzák, hogy mely frekvenciatartományokban mely közeget milyen módokon lehet kommunikációra használni. A sávtervekben az alábbi közegek kerülnek megkülönböztetésre:
- Föld-Föld: A kommunikáció a föld felszínén történik
- Föld-Levegő, Levegő-Föld: Repülő járművekkel, illetve repülő eszközökkel történő kommunikáció
- Levegő-Levegő: Repülőgépek, repülő eszközök egymás közti kommunikációja
- Föld-Űr, Űr-Föld: Kommunikáció űreszközökkel, űrjárművekkel
- Űr-Űr: Űrjárművek, űreszközök egymás közti kommunikációja
- Űr-Levegő, Levegő-Űr: Légi járművek, eszközök kommunikációja űrjárművekkel, űreszközökkel.

Továbbá a vízi közlekedésben használt kommunikáció esetén külön közegként van feltüntetve a vízfelszín és a vízpart:
- Vízfelszín-Part, Part-Vízfelszín: Hajókkal, vízi járművekkel történő kommunikáció
- Vízfelszín-Vízfelszín: Hajók, vízi járművek egymás közti kommunikációja
- Part-Part: Irányítóállomások egymás közti kommunikációja
- Hajófedélzeti kommunikáció

## A végpontok mobilitása
A sávtervekben sok esetben meg vannak különböztetve a fix telepítésű vagyis helyhez kötött, és a mozgó állomások egymás közti kommunikációja.
- Fix-Fix: az adott sávblokkban csak helyhez kötött állomások kommunikálhatnak egymással
- Mozgó-Mozgó: az adott sávblokkban csak mozgó állomások kommunikálhatnak egymással
- Fix-Mozgó, Mozgó-Fix: az adott sávblokkban csak mozgó és fix állomások közötti kommunikáció használható
- Mozgó-Fix-Mozgó: Mozgó állomások egymás közötti kommunikációja bázisállomáson, átjátszón keresztül.